# Tetraster siamensis
Tetraster siamensis är en plattmaskart. Tetraster siamensis ingår i släktet Tetraster och familjen Tetrasteridae. Inga underarter finns listade i Catalogue of Life.